# Castle of Illusion Starring Mickey Mouse (videojuego de 2013)
Castle of Illusion Starring Mickey Mouse es un videojuego de plataformas en 2.5D desarrollado por Sega Studios Australia y publicado por Sega. El juego es una adaptación del original para Sega Genesis publicado en 1990 bajo el mismo nombre, que fue el primer título de la saga Illusion de videojuegos de Mickey Mouse.
La adaptación fue publicada en PlayStation Network el 3 de septiembre de 2013, y en Xbox Live Arcade y Microsoft Windows el 4 de septiembre de 2013. Más tarde, el 24 de julio de 2014, se lanzaría al mercado su versión para macOS, desarrollada por la compañía inglesa Feral Interactive.